# Hytale
『Hytale』は、ライアットゲームズ傘下のHypixel Studiosが開発していたサンドボックスゲーム。2015年に開発が開始され、2024年以降発売予定だったが、2025年6月24日に開発中止が発表された。

## 概要
HytaleはHypixelとライオットゲームズによって開発される、サンドボックスライクのロールプレイングゲームである。世界は正方形のブロックを基本として作られている。現在は大きく「アドベンチャー要素」「ミニゲーム」「ツール」という3つの要素が告知されていた。

### アドベンチャー要素
Hytaleはファンタジー世界を舞台にし、幅広いランダム生成された世界を探検できる。世界には友好的または敵対的なモンスター・動物やブロックが存在する。プレイヤーは経験値を手に入れる為にクエストを受注しながら、それかより強い武器を求めるために、又は強いボスを討伐をするために冒険をしたり、自分の好きな建物を建設したり、広い世界を探検して新たな発見をする冒険にも出かける事ができる。

### ミニゲーム要素
かつての親会社であるHypixelが運営しているMinecraftサーバーの経験を活かし、プレイヤーはゲーム内ゲームのサーバーを利用できる。また、プレイヤーはアセットやツールを作成・使用することで新たなゲーム・遊びを自ら作成する事もできる。また、Minecraftのマルチプレイで十分な対策が行えなかったアンチチートシステムも作成している。更にゲームが用意した衣装を自由に着用可能。

### クリエイティブ要素
ゲーム内では沢山の種類のツールが用意され、好きなものを作成する事ができる。ツールは自分で作成する事ができ、またその為の環境も用意されている。また、用意されたスクリプトを使用して動画を作成できる。世界の好きな所に素材を気にせずに建物を自由に作成できるモードも用意されている。